# Walter Wilson Stothers
Walter Wilson Stothers (Glasgow, 8 november 1946 - 2009) was een Britse wiskundige die in het begin van de jaren tachtig de deels naar hem vernoemde stelling van Stothers-Mason bewees.
Hij was de derde en jongste zoon van een huisarts in Glasgow en een moeder die in 1927 zelf afgestudeerd was in de wiskunde. In Glasgow bezocht hij een middelbare school die zich specialiseerde in onderwijs in de natuurwetenschappen. Daarna was van 1964 tot 1968 student aan de natuurwetenschappelijke faculteit van de Universiteit van Glasgow. Hij behaalde een "Jack Scholarship" voor Peterhouse College, een deelcollege van de Universiteit van Cambridge. Voor daar aan zijn studies te beginnen trad hij in september 1968 in het huwelijk met Andrea Watson.
Van 1968 tot 1971 studeerde hij in Cambridge voor een Ph.D. in de getaltheorie onder supervisie van Peter Swinnerton-Dyer. In 1972 behaald hij zijn doctoraat met een these over Some Discrete Triangle Groups.
Zijn belangrijkste prestatie was in 1981 het bewijs van de deels naar hem vernoemde stelling van Stothers-Mason. Hij en Richard Clive Mason bewezen deze onafhankelijk van elkaar.

## Werken
- Stothers, W.W., "Polynomial Identities and Hauptmodulen." Quart. J. Math. Oxford Ser. II 32, 349-370, 1981.